# Talkartoons
Talkartoons és el nom d'una sèrie de dibuixos animats formada per 42 curtmetratges produïts pels Fleischer Studios i distribuïts per la Paramount Pictures entre 1929 i 1932.

## Història
Amb la completa intauració de les pel·lícules sonores en els anys 1920, els Fleischer Studios  van ser una de les poques companyies d'animació en fer reeixidament la transició. Amb el nou contracte amb la Paramount Pictures i sense la càrrega de Red Seal Pictures i Alfred Weiss, Max Fleischer era lliure d'experimentar amb noves idees. Primer, al febrer de 1929, va canviar el nom de la sèrie Ko-Ko Song Cartunes a Screen Songs. Encara que Screen Songs va tenir èxit, i amb l'afegit que Walt Disney també semblava estar guanyant fama en el sector de l'animació sonora, Fleischer va sentir que no era suficient. Va decidir treballar amb el seu germà Dave Fleischer en una nova sèrie de dibuixos animats on els personatges fessin més que ballar al ritme de la música: a l'octubre del mateix any van estrenar Talkartoons.
El primer curtmetratge de la sèrie va ser Noah's Lark (L'arca de Noé), estrenat el 25 d'octubre de 1929. Encara que era un dibuix animat de Fleischer, presentava diverses similituds amb Aesop's Film Fables de Paul Terry. En aquest, Noé, qui és físicament similar a Farmer Al Falfa, permet que els animals de l'arca visitin Luna Park. Quan els porta de nou al vaixell, el pes fa que l'arca s'enfonsi. Al final, Noé persegueix a un grup de sirenes pel mar.
Els primers episodis gairebé no tenien relació els uns amb els altres, però un nou personatge, Bimbo, va estar present en gairebé tota la sèrie. Talkartons va començar a tenir una nova direcció, amb l'arribada del germà de Max i Dave, Lou Fleischer, que gràcies a les seves habilitats musicals va assolir un gran impacte en l'estudi. El primer curtmetratge en el qual va aparèixer Bimbo va ser Hot Dog (1930). Nous animadores com Grim Natwick, Shamus Culhane i Rudy Zamora es van unir a Fleischer Studios, amb noves idees que li van donar originalitat a Talkartoons. Natwick li va donar als curtmetratges un estil més surrealista. Però la seva major contribució va ser la creació del personatge de Betty Boop, la promesa de Bimbo, amb Dizzy Dishes el 1930.
A finals del 1931, Betty Boop es va convertir en l'estrella de l'estudi. Betty va ser el primer personatge femení als Estats Units, i reflectia l'orientació urbana i adulta dels productes de l'estudi. El personatge de Koko the Clown també es va unir a la sèrie com a company de Betty i Bimbo.
El 1932, la fi de la sèrie era inevitable, no obstant això, Betty Boop va obtenir la seva pròpia sèrie al costat de Bimbo i Koko com a personatges secundaris.

## Filmografia
| 1929-1930 | 1929-1930          | 1929-1930            | 1929-1930          | 1929-1930                                                                                |
| --------- | ------------------ | -------------------- | ------------------ | ---------------------------------------------------------------------------------------- |
| #         | Curtmetratges      | Data d'estrena       | Personatges        | Notes                                                                                    |
| 1         | Noah's Lark        | 25 d'octubre de 1929 |                    | - Primer episodi de Talkartoons.                                                         |
| 2         | Marriage Wows      | 8 de gener de 1930   |                    | - L'UCLA conserva pel·lícules de nitrar d'aquest episodi, no és un dibuix animat perdut. |
| 3         | Radio Rot          | 13 de febrer         |                    | - La història d'anar a dormir del final està escrita per E.Y. Harburg.                   |
| 4         | Hot Dog            | 29 de març           | Bimbo              | - Primera aparició d'en Bimbo.                                                           |
| 5         | Fire Bugs          | 9 de maig            | Bimbo              |                                                                                          |
| 6         | Wise Files         | 18 de juliol         |                    |                                                                                          |
| 7         | Dizzy Dishes       | 9 d'agost            | Bimbo i Betty Boop | - Primera aparició del personatge que més endavant serà Betty Boop.                      |
| 8         | Barncle Bill       | 31 d'agost           | Bimbo i Betty      |                                                                                          |
| 9         | Swing You Sinners! | 24 de septembre      | Bimbo              |                                                                                          |
| 10        | Grand Uproar       | 3 d'octubre          | Bimbo              |                                                                                          |
| 11        | Sky Scraping       | 1 de novembre        | Bimbo              | - Primer cop que en BImbo es anomenat.                                                   |
| 12        | Up to Mars         | 20 de novembre       | Bimbo              |                                                                                          |
| 13        | Accordion Joe      | 12 de desembre       | Fitz               | - L'UCLA conserva pel·lícules de nitrar d'aquest episodi, no és un dibuix animat perdut. |
| 14        | Mysterious Mose    | 26 de desembre       | Bimbo i Betty      |                                                                                          |

| 1931 | 1931                                | 1931           | 1931                   | 1931                                                                                                   |
| ---- | ----------------------------------- | -------------- | ---------------------- | --- |
| #    | Curtmetratges                       | Data d'estrena | Personatges            | Notes                                                                                                  |
| 15   | Ace of Spades                       | 16 de gener    | Bimbo                  | - Perdut pero trobat al 2010.                                                                          |
| 16   | Tree Saps                           | 3 de febrer    | Bimbo                  | |
| 17   | Teacher's Pest                      | 7 de febrer    | Bimbo                  | |
| 18   | The Cow's Husband                   | 13 de març     | Bimbo                  | - El ball del toro es animat per rotoscopia.                                                           |
| 19   | The Bum Bandit                      | 3 d'abril      | Bimbo i Betty          | |
| 20   | The Male Man                        | 24 d'abril     | Bimbo                  | |
| 21   | Twenty Legs Under the Sea           | 5 de maig      | Bimbo                  | |
| 22   | Silly Scandals                      | 23 de maig     | Bimbo i Betty          | - Primer cop que la Betty Boop es anomenada.                                                           |
| 23   | The Herring Murder Case             | 26 de juny     | Bimbo i Koko the Clown | |
| 24   | Bimbo's Initition                   | 24 de juliol   | Bimbo i Betty          | |
| 25   | Bimbo's Express                     | 22 d'agost     | Bimbo i Betty          | |
| 26   | Minding the Baby                    | 9 de septembre | Bimbo i Betty          | |
| 27   | In the Shade of the Old Apple Sauce | 16 d'octubre   | Bimbo                  | - Lloc #37 al llibre The 50 Greatest Cartoons.                                                         |
| 28   | Mask-A-Raid                         | 7 de novembre  | Bimbo i Betty          | - Primer cop que la Betty es presentada com a humana, canviant les orelles de gos per arrecades d'aro. |
| 29   | Jack and the Beanstalk              | 21 de novembre | Bimbo i Betty          | - Últim cop que la Betty es representada com un gos.                                                   |
| 30   | Dizzy Red Riding Hood               | 12 de decembre | Bimbo i Betty          | |

| 1932 | 1932                   | 1932           | 1932                | 1932 |
| ---- | ---------------------- | -------------- | ------------------- | --- |
| #    | Curtmetratges          | Data d'estrena | Personatges         | Notes |
| 31   | Any Rags?              | 2 de gener     | Bimbo, Betty i Koko | |
| 32   | Boop-Oop-a-Doop        | 16 de gener    | Bimbo, Betty i Koko | - Primera aparició de la cançó "Sweet Betty" que serà el tema de la sèrie de Betty Boop.                                                                                    |
| 33   | The Robot              | 5 de febrer    | Bimbo               | |
| 34   | Minnie the Moocher     | 11 de març     | Bimbo i Betty       | - Actuació musical de Cab Calloway. - El ball de la morsa està animat per rotoscopia a partir del moviments de Cab Calloway. - Lloc #20 al llibre The 50 Greatest Cartoons. |
| 35   | Swim or Sink           | 11 de març     | Bimbo, Betty i Koko | |
| 36   | Crazy Town             | 25 de març     | Bimbo, Betty i Koko | - El ball de la Betty està animat per rotoscopia. |
| 37   | The Dancing Fool       | 8 d'abril      | Bimbo, Betty i Koko | |
| 38   | Chess-Nuts             | 13 d'abril     | Bimbo, Betty i Koko | |
| 39   | A Hunting We Will Go   | 29 d'abril     | Bimbo, Betty i Koko | |
| 40   | Hide and Seek          | 26 de maig     | Bimbo               | |
| 41   | Admission Free         | 10 de juny     | Bimbo, Betty i Koko | |
| 42   | The Betty Boop Limited | 1 de juliol    | Bimbo, Betty i Koko | - Episodi final de Talkartoons. |